# Рыба-топорик
Рыба-топорик (лат. Argyropelecus olfersii) — вид глубоководных морских рыб из семейства Топориковые отряда стомиеобразных (Stomiiformes).

## Ареал
Распространен в тропических и субтропических водах Атлантического, Индийского и Тихого океанов.

## Описание
Максимальная длина тела до 9 см. Тело высокое, сжатое с боков, суженное в хвостовой области. Челюсти располагаются под острым углом к средней линии тела. Глаза очень крупные, располагаются так, что смотрят вверх. По бокам тела ниже боковой линии и на брюхе располагаются фотофоры. Они излучают зеленоватый свет, который из-за строения фотофоров направлен вниз, делая рыбу почти невидимой при взгляде снизу на фоне света, доходящего с поверхности океана. Впереди брюшного плавника есть раздвоенная на конце колючка. Хвостовой стебель короткий. На брюхе есть острый киль. Спина серовато-коричневого цвета, бока серебристо-белые.

## Биология
Глубоководный вид, обитающий на глубинах 100—800 метров. Обитает в мезопелагиали. В дневное время встречается на глубинах 400—600 м, ночью — 200—300 м. Как объект питания используется тунцами и представителями семейства тресковых.